# Конюхова, Татьяна Георгиевна
Татья́на Гео́ргиевна Ко́нюхова (12 ноября 1931, Ташкент — 2 апреля 2024, Москва) — советская и российская актриса; народная артистка РСФСР (1991).
Являясь преимущественно драматической актрисой, сыграла в десятках кинокартин разного жанра: «Майская ночь, или Утопленница» (1952), «Доброе утро» (1955), «Карьера Димы Горина» (1961), «Таинственный монах » (1968), «Хроника ночи» (1972).

## Биография
Родилась в Ташкенте в семье военнослужащего, выходца из Украины. Будущую артистку назвали в честь тёти по отцу.
Дед по отцовской линии работал главным агрономом и занимался выращиванием свеклы для сахарозаводов под Полтавой; бабушка была польского происхождения. Родители были из Полтавской губернии. Отец — Георгий Степанович Конюхов, военный инженер. Отец работал в ЦК компартии Узбекистана, был директором хлопкового завода, в годы репрессий 3 года отсидел по ложному доносу. Мать — Анастасия Денисовна Конюхова, домохозяйка. В семье было ещё двое детей. Сестру Роксану воспитывала Таня, поскольку мама пребывала в затяжной депрессии после смерти брата Игоря.
Детство провела в городе Каттакургане Самаркандской области. В 1946 году отец был направлен на работу в Латвийскую ССР, и семья Конюховых переехала в Лиепая, где Татьяна окончила среднюю общеобразовательную школу.
С пяти лет мечтала стать артисткой, любила петь и танцевать, «болела» кино. Неоднократно смотрела свои любимые кинофильмы «Цирк» (1936) и «Весёлые ребята» (1934) с Любовью Орловой, а также «Трактористы» (1939) с Мариной Ладыниной и многие другие. Повторяла всё, что видела на экране. Все музыкальные номера из «Цирка» знала наизусть и легко могла воспроизвести.
С аттестатом о среднем образовании приехала в Москву и с первой попытки поступила (несмотря на то, что в 1949 году был конкурс 800 человек на место) во Всесоюзный государственный институт кинематографии на курс В. В. Ванина. Будучи студенткой второго курса, дебютировала в кино, снявшись в главной роли Ганны в художественном фильме-сказке Александра Роу «Майская ночь, или Утопленница» (1952) по мотивам одноимённой повести Н. В. Гоголя. Из-за возникшего отставания в учёбе по собственному желанию осталась на второй год, попав в мастерскую Б. В. Бибикова и О. И. Пыжовой, которую окончила в 1955 году. 
Татьяна Конюхова под разными именами — Валя, Галя, Катя, Соня, Неля — являла то, что именуют типом молодой современницы. Этим-то и нравилась.
Активно снимаясь, с 1956 по 1992 годы состояла в труппе Московского Театра-студии киноактёра.
В 1960—1961 годах служила в труппе Государственного академического Малого театра СССР, где сыграла Сашу в «Иванове».
С 1964 года выполняла обязанности члена Комитета по Ленинским премиям в области литературы и искусства, с 1969 года — члена Центрального комитета профсоюза работников культуры.
После ухода из театра занималась с детьми в театральной студии при Московской детской академии народного художественного творчества в Перово. Выступала с собственной концертной программой — читала стихи Марины Цветаевой и Анны Ахматовой.
С 2000 года преподавала актёрское мастерство, была профессором и художественным руководителем актёрской мастерской в Московском государственном университете культуры и искусств (МГУКИ).
Много работала в радио- и телепостановках, занималась дубляжом. Её голосом говорит Милен Демонжо в киноэпопее о Фантомасе.
Член КПСС с 1967 года, член Союза кинематографистов СССР (Москва), член Гильдии актёров кино России.
Скончалась 2 апреля 2024 года в Москве после продолжительной болезни. Урна с прахом актрисы захоронена на Кунцевском кладбище в могиле мужа, участок № 10.

### Семья
- Первый муж — Валерий Феликсович Карен, выпускник киноведческого факультета ВГИКа, впоследствии — главный редактор одного из крупных объединений киностудии «Мосфильм». Поженились в 1954 году. Брак продлился десять дней[6];
- Второй муж — Борис Владимирович Венгеровский (род. 1931), звукорежиссёр;
- Третий муж (с 1959 по 1986 год) — Владимир Васильевич Кузнецов (1931—1986), легкоатлет, четырёхкратный чемпион СССР по метанию копья, серебряный призёр чемпионата Европы по лёгкой атлетике, доктор педагогических наук. Прожили в браке двадцать семь лет, до самой смерти супруга[6];
  - Сын — Сергей Владимирович Кузнецов (род. 1961), сотрудник МИД РФ[6];
    - Внучка — Ольга, мастер спорта, окончила филологический факультет Российского государственного гуманитарного университета, работает в МИДе[6].

## Театральные работы
- «Иванов» А. Чехова — Саша (1960—1961, Малый театр)
- «Каждый осенний вечер» И. Пейчева (1964)
- «Корни» А. Уаскера (1965)
- «Дурочка» Л. де Вега (1971)
- «Чудо» М. Метерлинка (1976)
- «День приезда — день отъезда» В. Черных (1976)
- «Комедия ошибок» У. Шекспира (1979—1984)
- «Восемь женщин» Р. Тома (1978—1984)
- «Ссуда на брак» К. Воинова (1983—1984)
- «Да здравствуют дамы!» Б. Нушича (1984—1991)
- «Требую суда» О. Перекалина (1985—1988)
- «Караул» В. Попова (1986—1988)
- «Праздник непослушания» С. Михалкова (1987—1989)
- «Театральный анекдот» по пьесе «Курица» Н. Коляды — Диана (2001—2009, Театр «Артефакт»)[13][14]

## Фильмография
- 1951 — Спортивная честь — подруга Тони (нет в титрах)
- 1952 — Майская ночь, или Утопленница — Ганна (главная роль, озвучила другая актриса[6])
- 1953 — Судьба Марины — Галина, дочь Марины Панасовны и Терентия Тихоновича Власенко
- 1954 — Запасной игрок — Валентина Олешко, гимнастка
- 1955 — Вольница — Анфиса, беглая купцова жена
- 1955 — Доброе утро — Екатерина Головань, бригадир шофёров на строительстве автомагистрали на Кубани
- 1956 — Разные судьбы — Соня Орлова
- 1956 — Первые радости — Лиза Мешкова
- 1957 — Гори, моя звезда — Неля Булатова, шахтёр
- 1957 — Необыкновенное лето — Лиза Мешкова
- 1958 — Над Тиссой — Терезия Симак
- 1958 — Олеко Дундич — Даша, красноармеец
- 1959 — Заре навстречу — Варвара Николаевна Сапожкова
- 1959 — Косолапый друг — Валентина, дрессировщица собак
- 1959 — Солнце светит всем — Тася, жена старшего лейтенанта Николая Савельева
- 1960 — Братья Ершовы
- 1960 — Время летних отпусков — Анна Горелова, оператор скважины, бывшая жена Глеба
- 1961 — Карьера Димы Горина — Галя Берёзка, бригадир
- 1962 — Бей, барабан! — Арсеньева, секретарь райкома комсомола
- 1962 — Как я был самостоятельным — Елена Журавлёва, мать первоклассника Лёши
- 1963 — Над пустыней небо — Варя, геолог
- 1963 — Ты не один — Ксения Кольцова
- 1964 — Женитьба Бальзаминова — Химка, дворовая девка Пежёновых
- 1964 — Казнены на рассвете… — Анна Ильинична Ульянова, старшая сестра В. И. Ленина
- 1966 — Лунные ночи — Ирина, ихтиолог
- 1966 — Нет и да — Зинаида Павловна
- 1967 — Звёзды и солдаты — Елизавета, начальник медсанчасти
- 1968 — Таинственный монах — Зинаида Павловна, агент контрразведки Армии Врангеля
- 1968 — А я уезжаю домой — жена Михалыча
- 1970 — Крутой горизонт — Анна
- 1970 — Один из нас — сотрудник НКВД
- 1972 — Тайна предков — Любовь Игоревна
- 1972 — Хроника ночи — Лиз Стюарт
- 1974 — Ещё не вечер — Любовь Петровна
- 1976 — Только вдвоём — Юлия Павловна Миусова, член редакции, профорг
- 1979 — Москва слезам не верит — камео
- 1979 — С любовью пополам — Людмила Александровна Макеева
- 1980 — Второе рождение — Марья Васильевна, мать Гены Русанова
- 1980 — Депутатский час — партийный работник
- 1981 — Портрет жены художника — Варвара Никитенко, жена Николая
- 1983 — Нежданно-негаданно — соседка Жанны Капустиной
- 1984 — Радуница — Ольга
- 1985 — Снайперы — Никифорова, майор
- 1986 — Личный интерес — жена председателя колхоза Кунцевича
- 1986 — На златом крыльце сидели — царица
- 1987 — Ссуда на брак — Валентина
- 1988 — Щенок — Александра Владимировна, завуч школы
- 1990 — Всё впереди — Зинаида Витальевна, мать Любови Медведевой
- 1995 — Тихий ангел пролетел…
- 2002 — Удар Лотоса 2
- 2005 — Даша Васильева. Любительница частного сыска 4 (фильм № 1 «Хобби гадкого утёнка») — Марианна Октябрьская, актриса
- 2006 — Последний приказ генерала — Нора Антоновна, жена генерала Георгия Даниловича
- 2006 — Экстренный вызов (фильмы № 1 «Лишний свидетель» и № 2 «Доктор смерть») — Анна Николаевская
- 2007 — Ностальгия по будущему — бабушка Анастасии
- 2008 — Долгожданная любовь — Евгения Васильевна, мать Вероники, бабушка-непоседа
- 2008 — Посёлок — Дарья
- 2008 — Спящий и красавица — Мария Алексеевна, соседка Елены
- 2008 — Трое с площади Карронад — Вера Анатольевна, бабушка Славки Семибратова
- 2009 — Принцесса и нищенка — Ольга Теодоровна, жилец московской коммунальной квартиры
- 2010 — Золотая рыбка в городе N — тётя Катя
- 2011 — Хранимые судьбой — Вероника Витольдовна Кошинская

## Награды
- заслуженная артистка РСФСР (1964)[1];
- народная артистка РСФСР (1991) — За большие  заслуги в области киноискусства[15];
- орден «Знак Почёта»[9];
- медаль «В ознаменование 100-летия со дня рождения Владимира Ильича Ленина»[источник не указан 384 дня];
- медаль «В память 850-летия Москвы»[источник не указан 384 дня];
- почётный знак «За отличную военно-шефскую работу»[источник не указан 384 дня];
- нагрудный значок «Отличник кинематографии СССР»[источник не указан 384 дня];
- Золотой орден ГДР за участие в общественной жизни общества ГДР — СССР[источник не указан 384 дня];
- орден Дружбы народов «Белые журавли России» (2015)[16].

## Телепередачи об актрисе
- 2009 — Татьяна Конюхова. «Острова» («Культура»)[4]
- 2016 — «Татьяна Конюхова. Я не простила предательства» («ТВ Центр»)[17]
- 2016 — Татьяна Конюхова. «Мой герой» («ТВ Центр»)[5]
- 2018 — Татьяна Конюхова. «Судьба человека» («Россия-1»)[18]